# Dittatura civile-militare uruguaiana
La dittatura civile-militare dell'Uruguay nota anche come dittatura uruguaiana fu un periodo durante il quale l'Uruguay fu governato da un governo militare che non era vincolato dalla Costituzione ed emerse dopo il colpo di Stato del 27 giugno 1973. Il regime rimase in carica dal 27 giugno 1973 al 1º marzo 1985. Questo periodo è stato caratterizzato dal divieto di partiti politici, dal divieto di sindacati e media, dalla persecuzione e dall'arresto degli oppositori del regime.
La dittatura è stata oggetto di molte controversie a causa delle sue violazioni dei diritti umani, dell'uso della tortura e delle inspiegabili sparizioni di molti uruguaiani. Il termine "civile-militare" si riferisce all'uso iniziale del regime militare di un presidente civile relativamente impotente come capo di Stato, che lo distingueva dalle dittature di altri paesi sudamericani in cui alti ufficiali militari presero immediatamente il potere e servirono direttamente come capo di Stato.
Con un prigioniero politico per 450 abitanti, vale a dire circa “6.000 detenuti” – alcune ONG parlano di 15.000 detenuti –, tra cui almeno 67 bambini, in un paese con meno di 3 milioni di abitanti, l'Uruguay ha vissuto con questo regime, che ha partecipato alla "guerra sporca" generalizzata sul continente, una delle peggiori repressioni politiche al mondo. Sono state finora registrate centosedici morti (assassinati, morti in custodia e tramite "suicidio") e centosettantadue sparizioni forzate (l'ultima nel 1984). La tortura, diffusa, fu applicata anche ai bambini e alle donne in gravidanza. Come in Argentina, c'erano bambini rubati ai prigionieri politici e adottati dalle famiglie dei militari e della polizia (incluso quello della nuora del poeta argentino Juan Gelman).

## Periodo precedente la dittatura
Nel 1955 iniziò una crisi economica in Uruguay, la quale ebbe un effetto destabilizzante sulle istituzioni politiche. Durante gli anni '60 il Paese fu caratterizzato da un deterioramento della situazione sociale ed economica che si tradusse in un notevole aumento della conflittualità politica. In ambito extraparlamentare tale conflittualità esplose in lotta armata condotta con metodi di guerriglia, dominata da gruppi estremisti di sinistra, tra cui il "Movimento di Liberazione Nazionale - Tupamaros" e l'Organización Popular Revolucionaria 33., i quali furono responsabili di diversi sequestri e assassini (tra questi i casi di alto profilo di Dan Mitrione e Geoffrey Jackson). La reazione governativa, in particolare sotto la presidenza di Jorge Pacheco Areco fu caratterizzata da un progressivo aumento delle misure repressive e di restringimento delle libertà politiche. Nel dicembre del 1967 il Partito Socialista dell'Uruguay venne dichiarato illegale; nel giugno del 1968 il presidente Pacheco Areco dichiarò lo stato di emergenza. Tali misure trovarono l'opposizione della centrale sindacale Convención Nacional de Trabajadores. Parallelamente all'azione repressiva del governo si andavano sviluppando gruppi di estrema destra come gli "Squadroni della morte" (anche noti come Comandos Caza Tupamaros o Defensa Armada Nacionalista) e la "Juventud Uruguaya de Pie", che agendo fuori dalla legalità iniziarono a colpire obiettivi tra le forze di sinistra. Nel 1971 venne eletto presidente, dopo una contestata elezione che lo vide prevalere per poche migliaia di voti, Juan María Bordaberry. Sotto la sua presidenza i Tupamaros vennero effettivamente annientati ed il loro leader, Raúl Sendic Antonaccio, catturato e processato. In seguito al venir meno della necessità di mantenere lo Stato in una situazione di emergenza che conferiva poteri esorbitanti alle forze armate, Bordaberry cercò di ridurre le loro prerogative. Tale tentativo si scontrò con l'opposizione dei vertici delle forze armate che imposero a Bordaberry un compromesso, il cosiddetto Acuerdo de Boiso Lanza (stipulato il 12 febbraio 1973). L'insubordinazione delle forze armate non fu inizialmente percepita in maniera ostile dalle forze di opposizione al governo, che si aspettavano un colpo di stato di sinistra, analogo a quello avvenuto in Perù nel 1968 (Gobierno Revolucionario de la Fuerza Armada di Juan Velasco Alvarado).

## Colpo di Stato militare e dittatura
Il 27 giugno 1973 Bordaberry con il sostegno delle forze armate, sciolse la Camera dei senatori e la Camera dei rappresentanti, creando contestualmente un organo assembleare denominato Consejo de Estado. Bordaberry motivò la sua decisione con la necessità di attuare riforme costituzionali che avrebbe riaffermato i principi repubblicano-democratici.
Tre giorni dopo il suo discorso, Bordaberry rese illegale la Convenzione Nazionale dei Lavoratori, arrestando i suoi leader.
Nel 1975, Juan María Bordaberry elaborò un progetto di riforma istituzionale che prevedeva la creazione di un organo esecutivo non eletto comprendente figure politiche, membri della corte suprema e elementi delle forze armate. Tale organo sarebbe dovuto chiamarsi Consejo de la Nación. I consigli successivi sarebbero stati formati attraverso cooptazione, ovvero mediante la scelta da parte dei membri del consiglio precedente.
Nel giugno 1976, Juan María Bordaberry presentò alle forze armate nuove misure di riorganizzazione dello Stato, tra cui:
- l'ingresso dei militari nella vita politica del Paese, da realizzarsi attraverso modifiche istituzionali;
- lo scioglimento di partiti politici e movimenti di ispirazione marxista;
- l'eliminazione della democrazia rappresentativa, con l'esercizio della volontà popolare tramite plebisciti o indirettamente da parte del Consiglio della Nazione, composto dal Presidente della Repubblica e dai Comandanti delle Forze armate;
- l'elezione del presidente della Repubblica per un periodo di cinque anni da parte del Consiglio della nazione.

La proposta venne respinta dalle forze armate, che credevano che la fine dei partiti politici sarebbe stata rischiosa. Si causò così un conflitto tra Bordaberry e gli alti rappresentanti delle forze armate.
Pochi giorni dopo, ci fu un incontro come ultimo tentativo di riconciliazione tra il presidente e le forze armate, che non ebbe il risultato atteso. Il generale Rodolfo Zubía chiese le dimissioni di Juan María Bordaberry, che rifiutò la richiesta. Il giorno seguente, il capo dell'esercito Julio César Vadora inviò una lettera a Juan María Bordaberry avvertendolo che aveva perso la fiducia delle forze armate che avrebbero pertanto ritirato il loro sostegno.
Il 12 giugno, Alberto Demicheli, Vicepresidente dell'Uruguay, subentrò a Bordaberry. Il rifiuto di Demicheli di confermare epurazioni volute dai militari dirette contro vari esponenti politici determinò la sua sostituzione con Aparicio Méndez, che governò in seguito il paese per un periodo di cinque anni.
Poiché i militari non destituirono Bordaberry né il suo successore Alberto Demicheli, da un punto di vista giuridico l'Uruguay ebbe, sino alla fine del mandato del primo, il 1º marzo 1977, tre presidenti contemporaneamente, anche se di fatto Méndez esercitava tali funzioni in maniera esclusiva.
Il 30 novembre 1980, vi fu un plebiscito costituzionale proposto dal governo civile-militare, con l'obiettivo di modificare la costituzione e, in un certo senso, legittimare il governo di fatto. La proposta venne respinta dalla popolazione con oltre il 56% dei voti validi, favorendo l'inizio di una lenta apertura democratica.
Il 1º settembre 1981, il generale Gregorio Álvarez assunse la presidenza.
Nel novembre 1982 si svolsero le elezioni interne con la partecipazione dei principali leader storici e dei partiti politici di sinistra. I risultati di queste consultazioni diedero un altro colpo al regime.

## Patto del Club Navale
Nell'agosto 1984 ebbe luogo un accordo chiamato "Patto del Club Navale", concluso tra Gregorio Álvarez, il Fronte Ampio, il Partito Colorado e l'Unione Civica. I rappresentanti del Partito Nazionale uruguaiano si ritirarono dai negoziati non essendo d'accordo con il piano militare di indire elezioni con partiti e persone predeterminati (incluso Wilson Ferreira Aldunate). 
Dopo le elezioni del 25 novembre dello stesso anno, il Partito Colorado vinse. Il 12 febbraio 1985 Alvarez lasciò il mandato nelle mani del presidente della Corte suprema di giustizia, Rafael Addiego Bruno, e il 1º marzo 1985 il governo tornò ai civili con l'inaugurazione di Julio María Sanguinetti, del Partito Colorado, come presidente.

## Conseguenze del ritorno della democrazia
Dopo aver preso funzione il nuovo parlamento nel febbraio 1985, fu approvata una legge per assolvere i prigionieri politici in Uruguay, inclusi diversi prigionieri che commisero crimini atroci. Tuttavia, va notato che nel caso dell'omicidio, i detenuti ebbero un riesame dei loro casi penali da parte delle corti d'appello appartenenti alla giustizia comune, o nel caso di quelli dipendenti dal ramo esecutivo, dalla giustizia militare, dettando così loro una nuova condanna penale o assoluzione.
Nel dicembre 1986, durante la presidenza di Julio María Sanguinetti, fu emanata una legge che puniva i crimini di violazione dei diritti umani e il terrorismo, compiuti durante la dittatura (1973-1985), che in seguito subì un plebiscito che ne affermò la sua legittimità con il 58% dei voti.